# Amphipholis patagonica
Amphipholis patagonica är en ormstjärneart som beskrevs av Ljungman 1872. Amphipholis patagonica ingår i släktet Amphipholis och familjen trådormstjärnor. Inga underarter finns listade i Catalogue of Life.